# Paragaleodes judaicus
Paragaleodes judaicus är en spindeldjursart som beskrevs av Kraepelin 1899. Paragaleodes judaicus ingår i släktet Paragaleodes och familjen Galeodidae. Inga underarter finns listade i Catalogue of Life.